# Bataille du Lircay
Guerre civile chilienne de 1829 (en)
La bataille du Lircay est livrée le 17 avril 1830 pendant la guerre civile chilienne de 1829 (en). Elle oppose sur les berges du rio Lircay les partisans du président par intérim conservateur Francisco Ruiz Tagle Portales aux forces de l'ex-président libéral Ramón Freire Serrano. Ces dernières subissent une défaite décisive qui met fin au conflit.

## Sources
- (en) Salvatore Bizzarro, Historical dictionary of Chile, Metuchen, N.J, Scarecrow Press, coll. « Latin American historical dictionaries » (no 7), 1972, 309 p. (ISBN 978-0-810-80497-5)